# Võ Văn Hoan
Võ Văn Hoan (sinh năm 1965), là một công chức, chính trị gia người Việt Nam. Ông từng giữ chức vụ Thành ủy viên, Phó Chủ tịch Ủy ban nhân dân Thành phố Hồ Chí Minh, hiện đã nghỉ hưu. Ông từng là Chánh Văn phòng Ủy ban nhân dân Thành phố Hồ Chí Minh (2015-2019), Chủ tịch Ủy ban nhân dân Quận 6, Thành phố Hồ Chí Minh.
Từ ngày 01 tháng 9 năm 2019 đến ngày 22 tháng 12 năm 2020, ông Hoan đã phụ trách mảng Đô thị - Dự án hạ tầng của Thành phố Hồ Chí Minh.

## Xuất thân và giáo dục
Ông Hoan sinh năm 1965, quê quán ở xã Đức Thạnh, huyện Mộ Đức, tỉnh Quảng Ngãi.
Ông Hoan đã từng bị nghi ngờ là con của lính phục vụ trong Quân lực Việt Nam Cộng hòa, nhưng sau này đã được các mẹ nuôi là bà Năm Bội và bà Võ Thị Thâm (Năm Châm) giải thích lại là "Cha mẹ con là người của cách mạng, nhưng vì để an toàn cho con khi gia đình sống giữa vòng vây của kẻ thù thì đường dây cơ sở nhận nuôi phải tung tin là con của lính 'ngụy'." Bé Đông (ông Hoan) phải xa mẹ từ lúc một tuổi rưỡi. Sau khi chính thức được cải chính về nguồn gốc lý lịch vào năm 2011, ông Hoan bắt đầu thăng tiến trong sự nghiệp và sau 8 năm, đến năm 2019 ông Hoan đã lên được chức Phó Chủ tịch Ủy ban nhân dân Thành phố.
Ông Hoan có bằng Cử nhân Kinh tế, Cử nhân Luật, Thạc sĩ Hành chính công, Cao cấp lí luận chính trị Đảng Cộng sản Việt Nam.

## Sự nghiệp
Ông Hoan là đảng viên Đảng Cộng sản Việt Nam.
Ông Hoan từng là Cán bộ Đoàn Thanh niên Cộng sản Hồ Chí Minh, từng giữ chức Trưởng Ban Tổ chức Thành Đoàn Thành phố Hồ Chí Minh những năm thập niên 1990.
Ngày 02 tháng 11 năm 2010, ông Hoan là Trưởng phòng Tổng hợp - Kế hoạch thuộc Văn phòng Ủy ban nhân dân Thành phố Hồ Chí Minh, sau khi được cải chính lý lịch, được Ủy ban nhân dân Thành phố bổ nhiệm chức vụ Phó Chánh Văn phòng Ủy ban nhân dân Thành phố Hồ Chí Minh.
Trước khi Đại hội Đảng bộ Đảng Cộng sản Việt Nam ở Thành phố Hồ Chí Minh khóa 10 nhiệm kỳ 2015-2020 diễn ra, ông Hoan được điều động về làm Chủ tịch Ủy ban nhân dân Quận 6, Thành phố Hồ Chí Minh.
Ngày 25 tháng 8 năm 2015, Thành ủy Thành phố Hồ Chí Minh quyết định điều động ông Hoan thôi giữ chức Phó Bí thư Quận ủy Quận 6, Thành phố Hồ Chí Minh nhiệm kỳ 2015-2020, thôi giữ chức Chủ tịch Ủy ban nhân dân Quận 6, thôi tham gia Ban Chấp hành Đảng bộ quận 6 để chuẩn bị giữ chức vụ mới.
Sau đó, ông Hoan trúng cử Ban Chấp hành Đảng bộ Đảng Cộng sản Việt Nam Thành phố Hồ Chí Minh khóa 10 (họp từ ngày 13 đến ngày 17 tháng 10 năm 2015).
Ngày 13 tháng 11 năm 2015, ông Hoan được Chủ tịch Ủy ban nhân dân Thành phố Hồ Chí Minh Lê Hoàng Quân bổ nhiệm giữ chức vụ Chánh Văn phòng Ủy ban nhân dân Thành phố Hồ Chí Minh thời hạn 5 năm.
Ngày 11 tháng 5 năm 2019, tại kỳ họp thứ 14 (kỳ họp bất thường) của Hội đồng nhân dân Thành phố Hồ Chí Minh khoá 9, ông Hoan (Chánh văn phòng kiêm người phát ngôn của Ủy ban nhân dân Thành phố Hồ Chí Minh) được bầu giữ chức vụ Phó chủ tịch Ủy ban nhân dân Thành phố Hồ Chí Minh nhiệm kỳ 2016-2021 phụ trách lĩnh vực kinh tế với 82 phiếu tán thành trên tổng số 90 có mặt, tổng 104 đại biểu Hội đồng nhân dân Thành phố (đầu khoá 105, một đại biểu đã qua đời là bà Nguyễn Thị Thu, cựu Phó Chủ tịch Ủy ban nhân dân Thành phố Hồ Chí Minh), tỉ lệ 82/104=78,85%
Tại Đại hội Đảng bộ Thành phố Hồ Chí Minh (tổ chức từ ngày 14 đến ngày 18 tháng 10 năm 2020), ông Hoan đã được bầu vào danh sách 61 ủy viên Ban chấp hành Đảng bộ TP.HCM nhiệm kỳ 2020 - 2025.
Theo Quyết định số 4747/QĐ-UBND ngày 23 tháng 12 năm 2020, ông Hoan phụ trách công tác cải cách hành chính; tổ chức bộ máy; công tác thi đua, khen thưởng; kế hoạch phát triển kinh tế - xã hội hàng tháng, quý, năm; trực tiếp chỉ đạo các lĩnh vực gồm: Quản lý công chức, viên chức; văn hóa, thể dục, thể thao; lao động thương binh xã hội; công tác giảm nghèo; công nghiệp, công nghiệp hỗ trợ; nông nghiệp và phát triển nông thôn; thủy lợi, phòng, chống lụt bão, thiên tai; khu vực kinh tế có vốn đầu tư nước ngoài; hội nhập kinh tế quốc tế; khu vực kinh tế tư nhân, đăng ký kinh doanh, quản lý doanh nghiệp sau đăng ký; kinh tế tập thể.
Ông Hoan ngoài ra còn trực tiếp chỉ đạo Văn phòng Ủy ban nhân dân Thành phố, Sở Nông nghiệp và Phát triển nông thôn, Sở Văn hóa – Thể thao, Sở Lao động thương binh xã hội; Ban Quản lý các Khu chế xuất và công nghiệp (Hepza), Ban quản lý Khu công nghệ cao (SHTP)...; theo dõi, chỉ đạo quận 3, 6, 10 và Tân Phú. Từ cuối tháng 2 năm 2021, ông Hoan sẽ phụ trách thêm chương trình kích cầu đầu tư trên các lĩnh vực và công tác giáo dục nghề nghiệp.
Ngày 24 tháng 6 năm 2021, HĐND TPHCM khóa X, nhiệm kỳ 2021 - 2026 đã khai mạc kỳ họp thứ nhất, tiếp tục bầu ông Hoan làm Phó Chủ tịch UBND Thành phố với tỷ lệ 86,17%.
Chủ nhiệm Ủy ban kiểm tra Trung ương Trần Cẩm Tú đã kết luận tại Quyết định số 578-QĐ/UBKTTW ngày 30 tháng 6 năm 2022 kỷ luật khiển trách ông Hoan, Thành ủy viên, Ủy viên Ban Cán sự Đảng, Phó chủ tịch UBND TP.HCM, nguyên Bí thư Đảng ủy, nguyên Chánh Văn phòng UBND TP.HCM. Sau đó, Phó Thủ tướng Thường trực Phạm Bình Minh đã ký Quyết định 1089/QĐ-TTg thi hành kỷ luật bằng hình thức khiển trách đối với ông Hoan.
Ngày 18 tháng 11 năm 2024, ông Hoan làm Phó trưởng ban thường trực Ban Chỉ đạo Cải cách hành chính, Chuyển đổi số và Đề án 06 của Thành phố Hồ Chí Minh.
Ngày 30 tháng 6 năm 2025, tại buổi "Lễ công bố Nghị quyết của Quốc hội về sáp nhập tỉnh, thành phố cùng các quyết định của Trung ương Đảng thành lập đảng bộ tỉnh và nhân sự lãnh đạo địa phương" của Thành phố Hồ Chí Minh mới do Tổng Bí thư Tô Lâm chủ trì, Ban lãnh đạo UBND TPHCM mới gồm: Chủ tịch UBND TPHCM Nguyễn Văn Được và các Phó chủ tịch là ông Nguyễn Lộc Hà, ông Nguyễn Văn Thọ, ông Nguyễn Văn Dũng, bà Trần Thị Diệu Thúy, ông Bùi Xuân Cường, ông Bùi Minh Thạnh; không thấy tên ông Hoan.
Ngày 03 tháng 7 năm 2025, ông Hoan nhận được Quyết định nghỉ hưu trước tuổi tại buổi lễ Công bố và trao quyết định nghỉ hưu cho các lãnh đạo TP.HCM, cán bộ thuộc diện Ban Thường vụ Thành ủy Thành phố quản lý do Ban Thường vụ Thành ủy TP.HCM tổ chức.